# 蔡永
蔡永（1919年12月—2001年9月10日），原名蔡文福，江西泰和县中龙乡人，中国人民解放军将领、中国人民解放军开国少将。

## 生平
1930年3月，加入中国共产主义青年团。1931年参加中国工农红军。当时，他年仅12岁，是随父亲蔡金祥、二叔蔡维祥参加中国工农红军，之后父亲、叔父相继阵亡。1932年，加入中国共产党。历任红一军团第二师四团政治处青年干事，二师政治部青年科科长，少共国际师团青年干事，参加长征。
抗日战争时期，担任八路军115师三四三旅六八五团政治处青年干事，第三营政治教导员，苏鲁豫支队鲁南独立团政治委员，新四军第六支队特务团政治委员兼政治处主任，新四军第四师十二旅十七、十八、三十三团政治委员，第十旅二十八团政治委员，淮海军区特务团团长兼政委。率部参加了平型关战役及苏鲁豫、豫皖苏抗日根据地战斗。1940年国军第九十二军进攻共军阵地，十七团政治委员蔡永被俘，后夺枪突围并身负重伤。
第二次国共内战期间，担任东北民主联军第二纵队六师十七团团长、六师参谋长，第四野战军30军116师副师长。
中华人民共和国成立后，担任中国人民解放军第四十九军一四五师师长。1955年，被授予少将军衔。历任武汉军区空军副司令员，空军第四军军长，南京军区空军副司令员，沈阳军区空军副司令员，福州军区空军第一副司令员。
妻子王勇是1938年参加革命工作的女性，两人育有5名子女。